# Johan Sverre
Johan Sverre, född 25 februari 1923 Kristiania (nuvarande Oslo), död 27 november 1990, var en norsk skådespelare.
Sverre utbildade sig först till arkitekt i Köpenhamn innan han blev skådespelare. Han gjorde scendebut 1951 på Nationaltheatret och var engagerad där fram till 1956. Därefter verkade han vid Riksteatret 1956–1965, Trøndelag Teater 1966–1969 och från 1969 vid Den Nationale Scene. Han var en karaktärsskådespelare med bred repertoar och gjorde sig bemärkt i roller som Brovik i Bygmester Solness, kung Duncan i Macbeth och titelrollen i Onkel Vanja.
Han var också filmskådespelare och debuterade 1953 i Skøytekongen. Han gjorde sammanlagt sex film- och TV-roller fram till 1990.
Sverre ligger begravd på Vestre gravlund i Oslo.

## Filmografi
- 1953 – Skøytekongen
- 1958 – Ut av mørket
- 1960 – Petter fra Ruskøy
- 1964 – Woyzeck
- 1982 – Carl Gustav, gjengen og parkeringsbandittene
- 1990 – Häxor